# Capeado

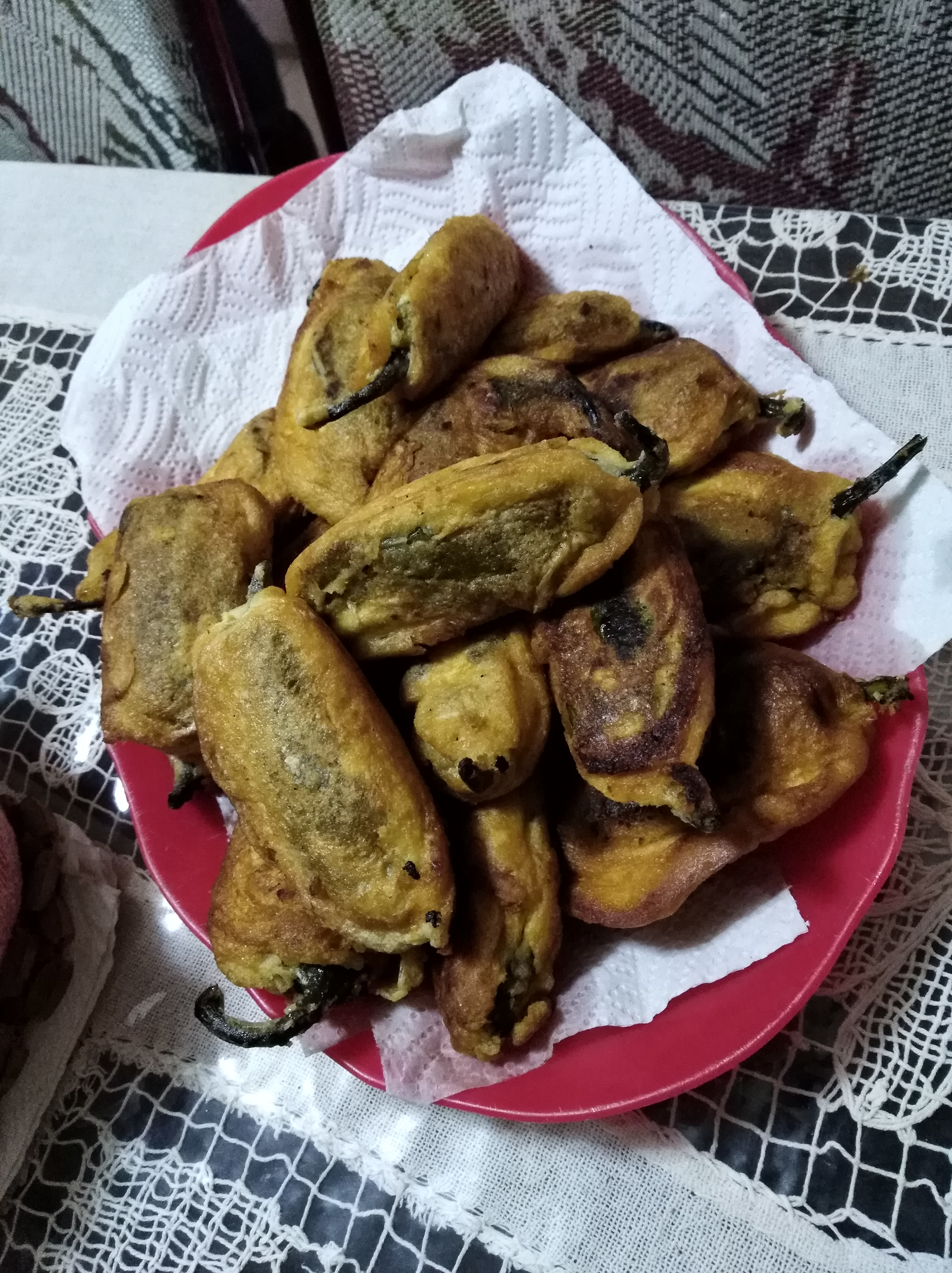
Chiles jalapeños recién capeados.

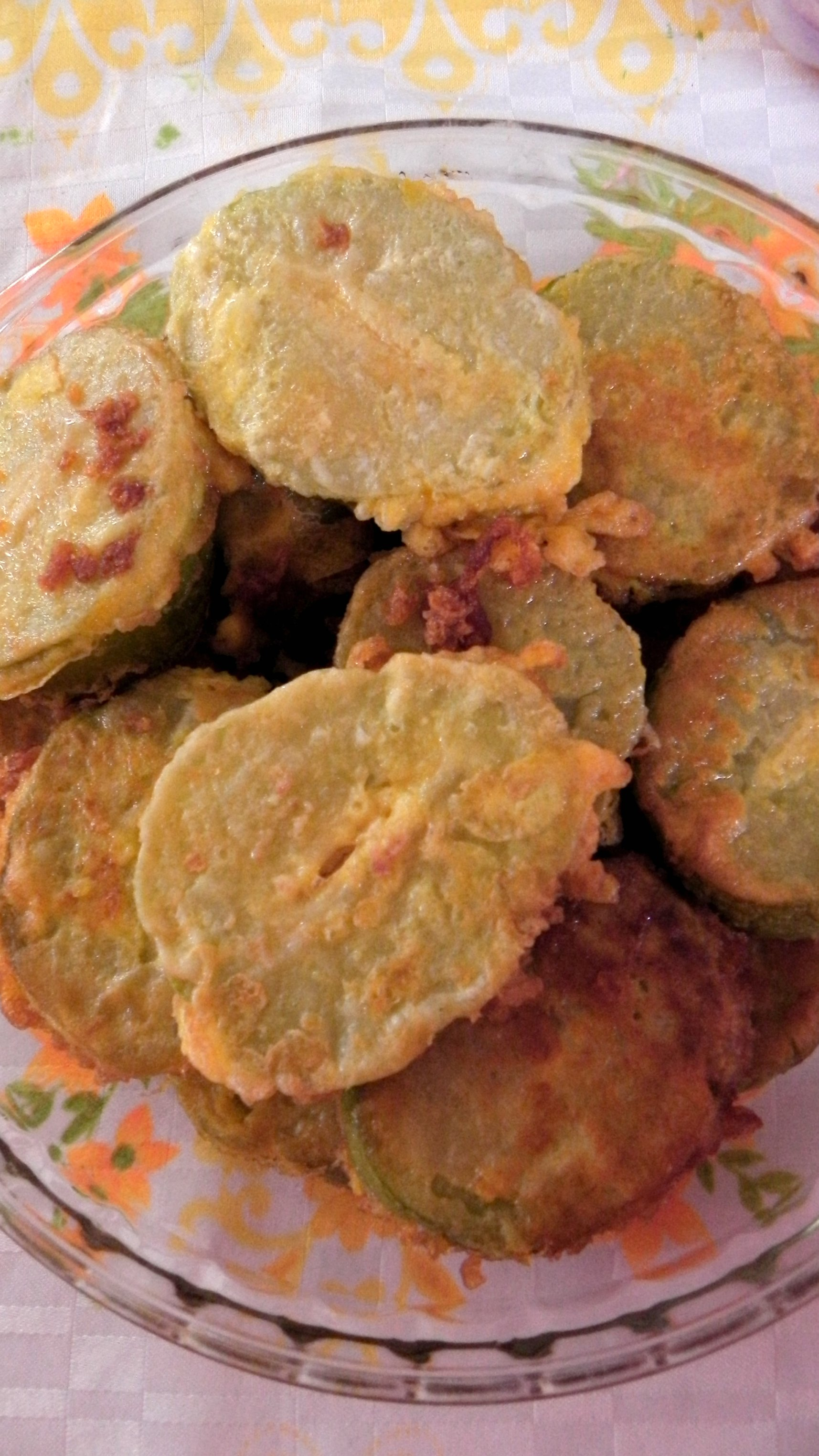
Chayotes capeados.

El capeado es una técnica culinaria usada frecuentemente en la gastronomía mexicana que consiste en sumergir un alimento en huevos batidos para acto seguido freírlo. La acción de elaborar un capeado se llama capear. En la técnica original, las claras se separan de las yemas, y se baten hasta que quede a punto de nieve (espumoso). Luego se añaden las yemas una a una, sin dejar de mezclar. A veces se le añade también sal. Un buen capeado debe ser amarillo pálido, sin grumos y homogéneo. El alimento que se va a capear se debe sumergir por completo y sin dilación llevarse a la sartén donde se freirá con algún aceite vegetal que esté caliente. El resultado es similar al empanizado o el rebozado.
Se trata de una técnica nativa de México, en donde se capean desde chiles rellenos hasta manitas de puerco o pescado, e incluso ancas de rana. También verduras como berenjena, calabacita, coliflor o nopal, y postres como plátanos o el caballero pobre. Un capeado dulce se elabora igual, pero añadiendo azúcar en vez de sal.

## Terminología
En algunas zonas del sur de México, como Chiapas y Tabasco se le denomina también «baldar» o «lamprear», aunque el término más usado para esta técnica es «capear», que proviene de capa, ya que se le añade una nueva capa crujiente al alimento capeado. Según la RAE, significa en México «bañar en huevo o harina», definición un tanto ambigua y errónea.

## Técnica
Es necesario que el capeado esté espumoso, lo que a veces puede ser complicado de lograr para el cocinero novato. Además, se corre el riesgo de que las claras se corten. Para conseguir el punto de nieve, el huevo debe usarse a temperatura ambiente. En algunos hogares se le añade fécula de maíz para espesar el capeado. 
También es esencial que el aceite vegetal del sartén (que puede ser aceite de maíz, de oliva o de girasol) esté a la  temperatura adecuada, que es alrededor de los ~180 °C. Si está más caliente se puede producir la oxidación de los lípidos del aceite, el llamado punto de humeo, cuando el aceite comienza a emitir humo, indica que el aceite se ha convertido en un producto tóxico. Por el contrario, si el aceite no está lo suficientemente caliente, el alimento comienza a absorber el aceite, quedando un plato excesivamente graso. Esta regla sobre la temperatura del aceite aplica a todo tipo de frituras, no solo al capeado. También existen técnicas de capeado sin aceite, aunque son poco comunes.